# Sudama Village
Sudama Village es una villa de Trinidad y Tobago, que forma parte de la región de Siparia.

## Geografía
La villa abarca parte de la isla Trinidad y limita al norte y oeste con Apex Oil Field, al sur con Jacob Village, Waddle Village y Quarry Village y al este con Siparia y Quarry Village.

## Demografía
Datos demográficos de la villa de Sudama Village:
| Gráfica de evolución demográfica de Sudama Village entre 2000 y 2011 |
|                                                                      |